# 메르세데스-벤츠 G 클래스
메르세데스-벤츠 G 클래스(Mercedes Benz G-Class)는 독일 메르세데스-벤츠에서 제작한 대형 SUV이다. "G"는 오프로더를 의미하는 Geländewagen를 뜻한다.

## 1세대(W460)

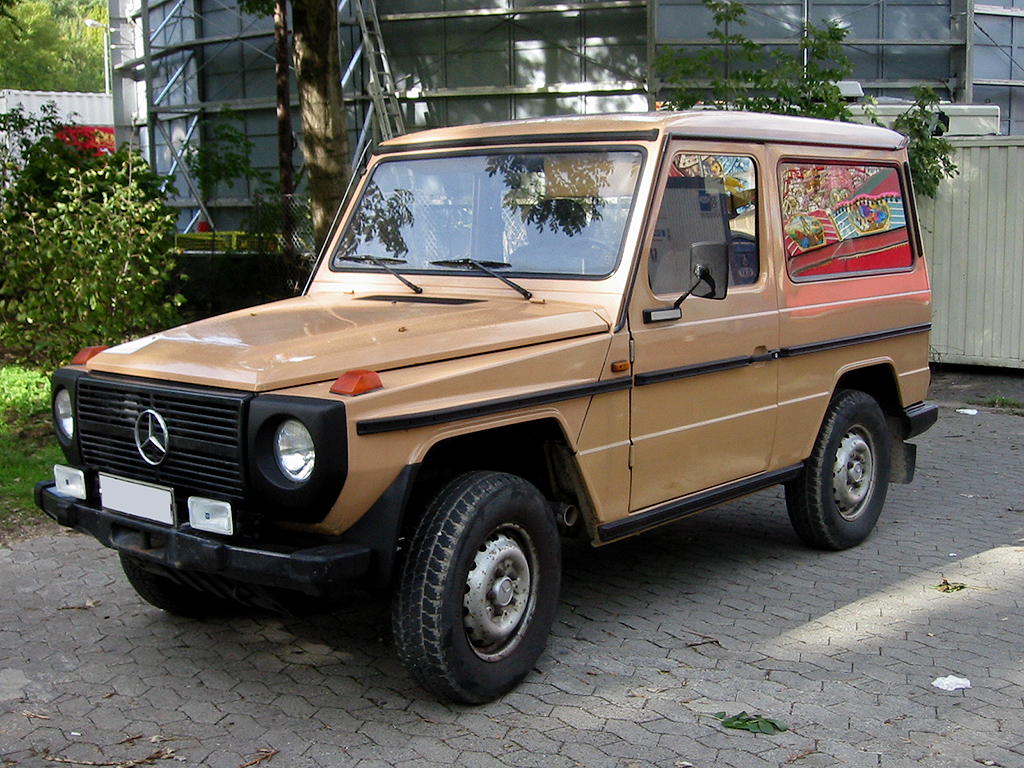

1972년에 메르세데스-벤츠와 마그나 슈타이어의 합작으로 SUV를 공동개발하기로 합의했고, 7년 후인 1979년에 본격적으로 생산하기 시작했으며, 1981년에 서독에서 판매에 들어갔다.
본래는 군용 차량으로 프랑스에서 푸조 P4로 생산하였으나, 이후 민수용으로도 생산하기 시작했다. 당시 직렬 4기통 2.3ℓ 120마력 가솔린 엔진과 직렬 5기통 3.0ℓ 88마력 디젤 엔진을 사용하였으며,
여기에 4단 수동변속기와 4단 자동변속기를 맞물렸다. 장축형과 단축형 2가지 보디 타입을 갖추었고, 1986년부터 디젤 모델에 본격적으로 촉매장치가 장착되었다. 2세대 모델인 W463이 나옴에도 불구하고 병행생산하였으며,
1992년까지 생산되었다. 한 때 차범근 전 대한민국 축구 국가대표 감독이 소유했던 차량으로도 알려져 있다. 해당 차량은 2016년 2월에 메르세데스-벤츠 코리아에 의해 완벽하게 복원되었다.

## 2세대(W463)

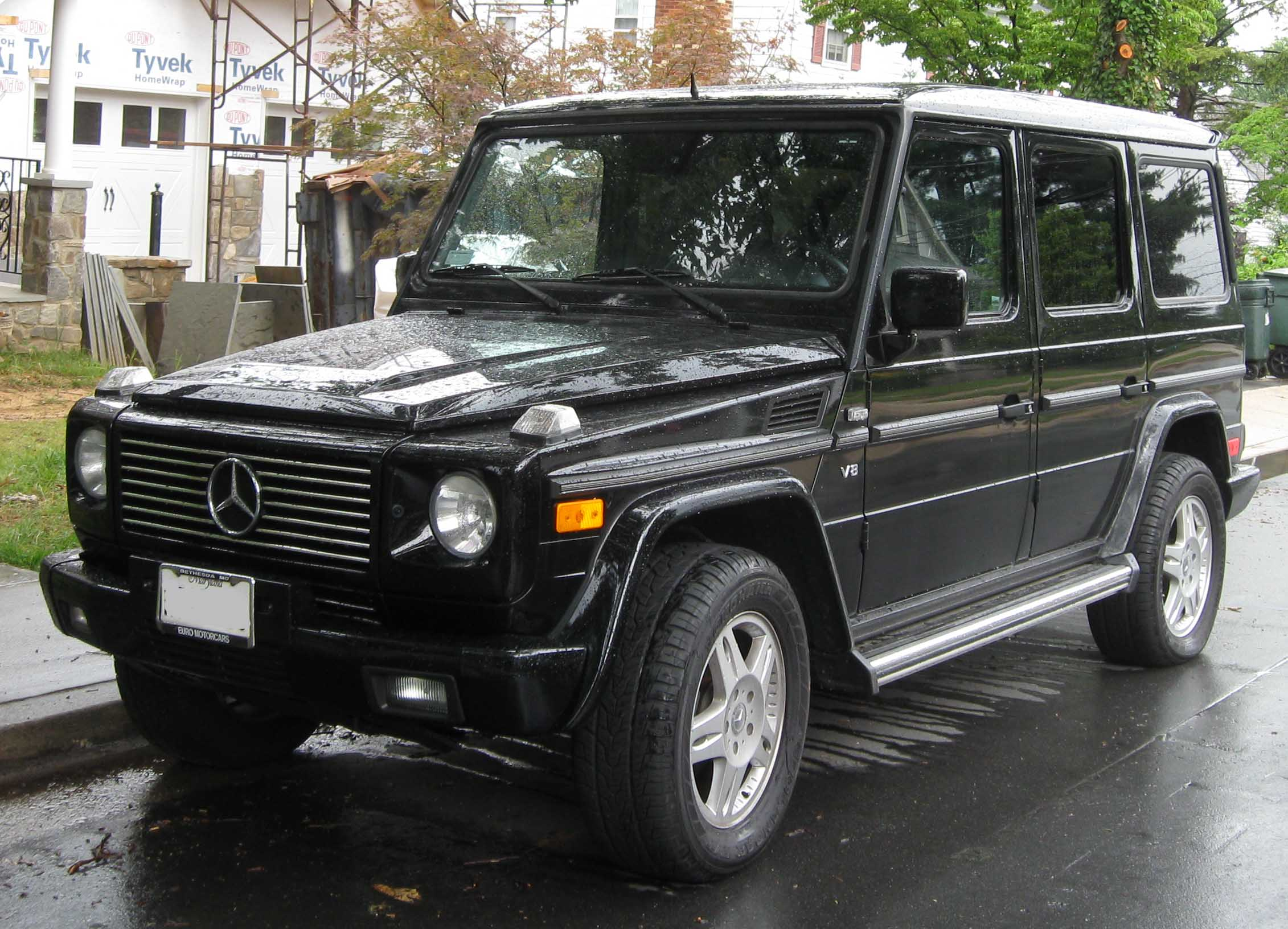
전기형

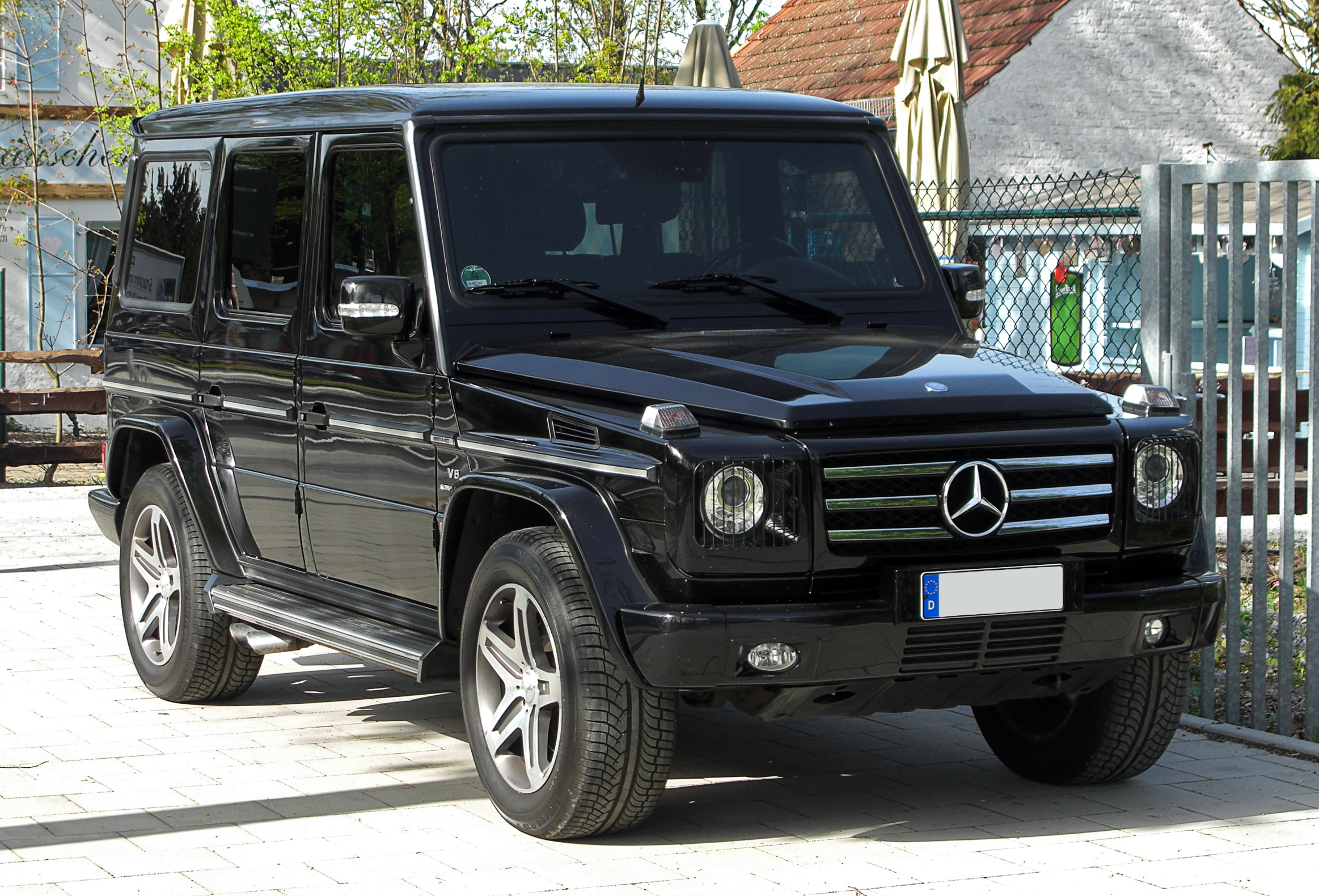
중기형

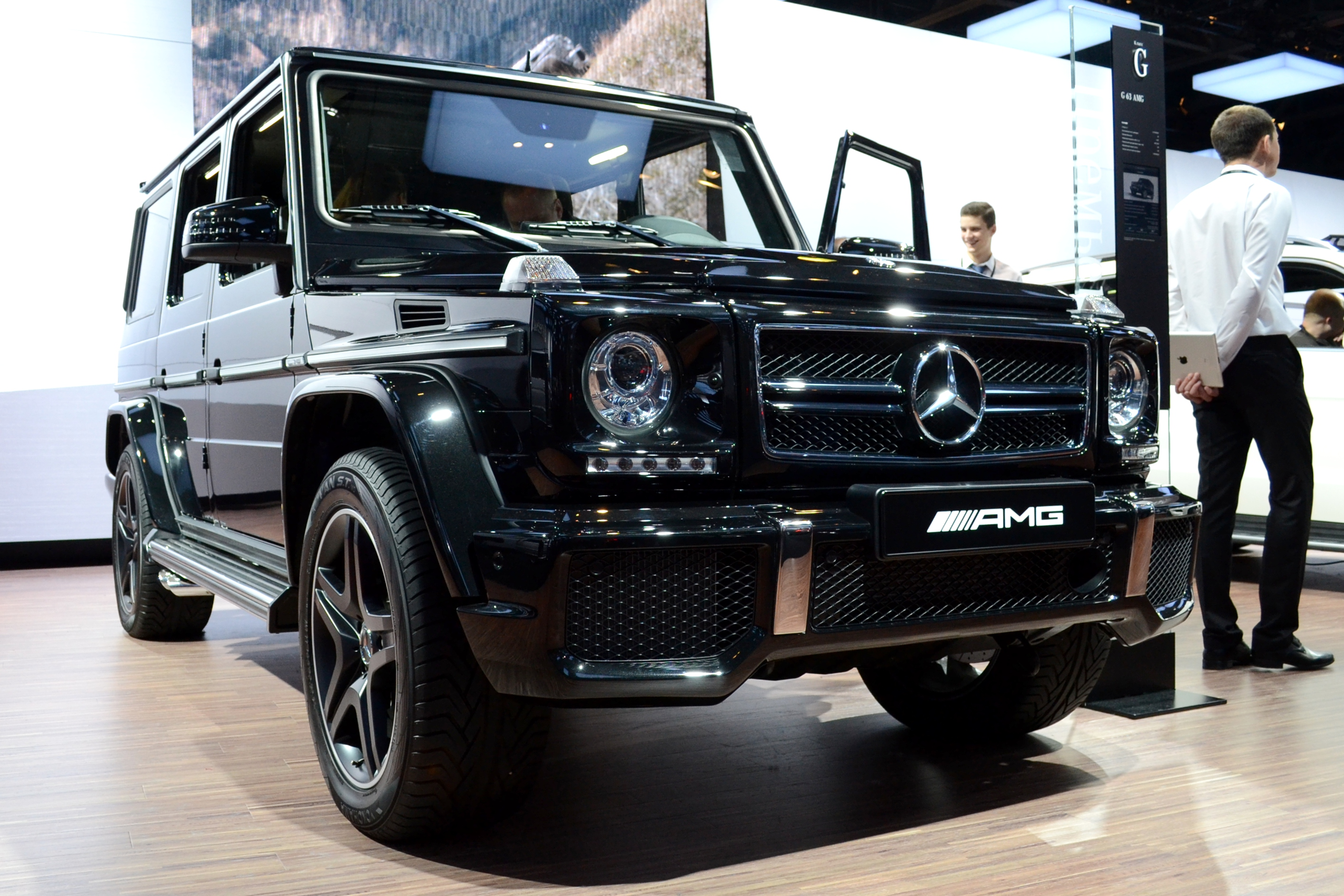
후기형

1990년에 출시되었으며, 선대 모델인 W460의 골격은 그대로 유지한 채 부분 변경이 이루어졌다. 다만, 4륜구동이 상시형으로 바뀐 것이 특징이다. 외형은 오버 펜더와 사이드 스텝을 달았고,
실내는 현대적인 모습을 갖추었다. 출시 초기에는 직렬 4기통 2.3ℓ 126마력, 직렬 6기통 3.0ℓ 170마력 가솔린 엔진과 직렬 5기통 2.5ℓ 94마력, 직렬 6기통 3.0ℓ 113마력 디젤 엔진을 장착하고, 4단 자동변속기를 맞물렸다. 한편, 선대 모델에 존재하던 4단 수동변속기는 삭제되었다. 당시, 안전사양으로 에어백을 장착한 것이 특징이다 그리고 저 선까지 잠수가 된다는점 도 매력적이다.1992년에는 직렬 6기통 3.5ℓ 136마력 디젤 터보차저 엔진을 추가했고, 1993년에는 V8 5.0ℓ 240마력 가솔린 엔진을 장착한 전 세계 500대 한정 모델인 500GE를 선보였다. 1995년 1월에는 300GE에 장착되던 V6 3.0ℓ 엔진이 3.2ℓ로 배기량이 커졌고, 최고출력도 210마력으로 상승했다. 동년 10월에는 직렬 6기통 3.6ℓ 272마력 가솔린 엔진을 장착하고, 메르세데스-AMG에서 제작한 고성능 모델인 G55 AMG를 내놓았다.
2007년 7월에는 인테리어의 디자인이 다시 한 번 바뀌면서 6.5인치 다기능 디스플레이를 탑재한 다기능 컨트롤러가 장착되었으며, 외형에는 리어 콤비네이션 램프 디자인이 변경되었다. 2008년에는 G55 AMG의 엔진출력이 507마력으로 상승했다. 2009년에는 COMMAND 시스템을 장착하였으며, 2010년 3월에는 앞좌석 시트의 전동식 요추 기능이 향상되었으며, 휴대용 미디어 기기를 연결하여 재생할 수 있는 미디어 인터페이스를 장착했고, G55 AMG에 엠비언트 라이트를 달았다. 또한, 대쉬보드가 가죽 마감 형태로 바뀌었으며, 디젤 엔진은 V6 3.0ℓ 211마력 터보 엔진을 장착하면서 모델명이 "G350 Bluetec"으로 바뀌었다.
2012년에는 G55 AMG를 삭제하고, G63 AMG로 대체하면서 V12 6.3ℓ 가솔린 엔진이 V8 5.5ℓ 544마력 바이터보 가솔린 엔진으로 대체되었다. 이 때부터 계기판이 바뀌고 주간주행등이 달린다. 또한, V12 6.0ℓ 612마력 바이터보 가솔린 엔진을 장착한 G65 AMG도 내놓았다. 2015년 말부터 메르세데스-벤츠의 모델 네이밍 체계가 바뀌면서 "G350 Bluetec"은 G350d로, "G63 AMG"와 "G65 AMG"는 AMG G63과 AMG G65로 각각 바뀌었다. 이로 인해 G500은 V8 4.0ℓ 422마력 바이터보 엔진으로, G350d는 V6 3.0ℓ 245마력 터보 디젤 엔진으로, AMG G63은 V8 5.5ℓ 571마력 바이터보 엔진으로, AMG G65는 630마력 V12 6.0ℓ SOHC 가솔린 바이터보 엔진으로 변경되었다. 대한민국에서는 애초에 직수입으로 소수 수입되다가, 2012년 11월 20일에 정식으로 판매를 개시했다. 대한민국 시장에는 V6 3.0ℓ 245마력 터보 디젤 엔진을 장착한 G350d, 571마력 V8 5.5ℓ 가솔린 바이터보 엔진을 장착한 AMG G63 또는 630마력 V12 6.0ℓ SOHC 가솔린 바이터보 엔진을 장착한 AMG G65로 라인업이 구성되었다. 전 세계 시장의 AMG G63과 대한민국 시장의 AMG G63의 차이점은 옆으로 돌출된 머플러의 개수다. 이유는 배기 규제로 인해 트윈테일 타입이 아닌, 싱글 타입 머플러가 장착된다. G63 AMG는 홍진영, 원빈과 故 김주혁의 애마로 알려져 있으며, G65 AMG의 대표적인 오너로는 EXO의 찬열이 있다.

## 3세대(W463)

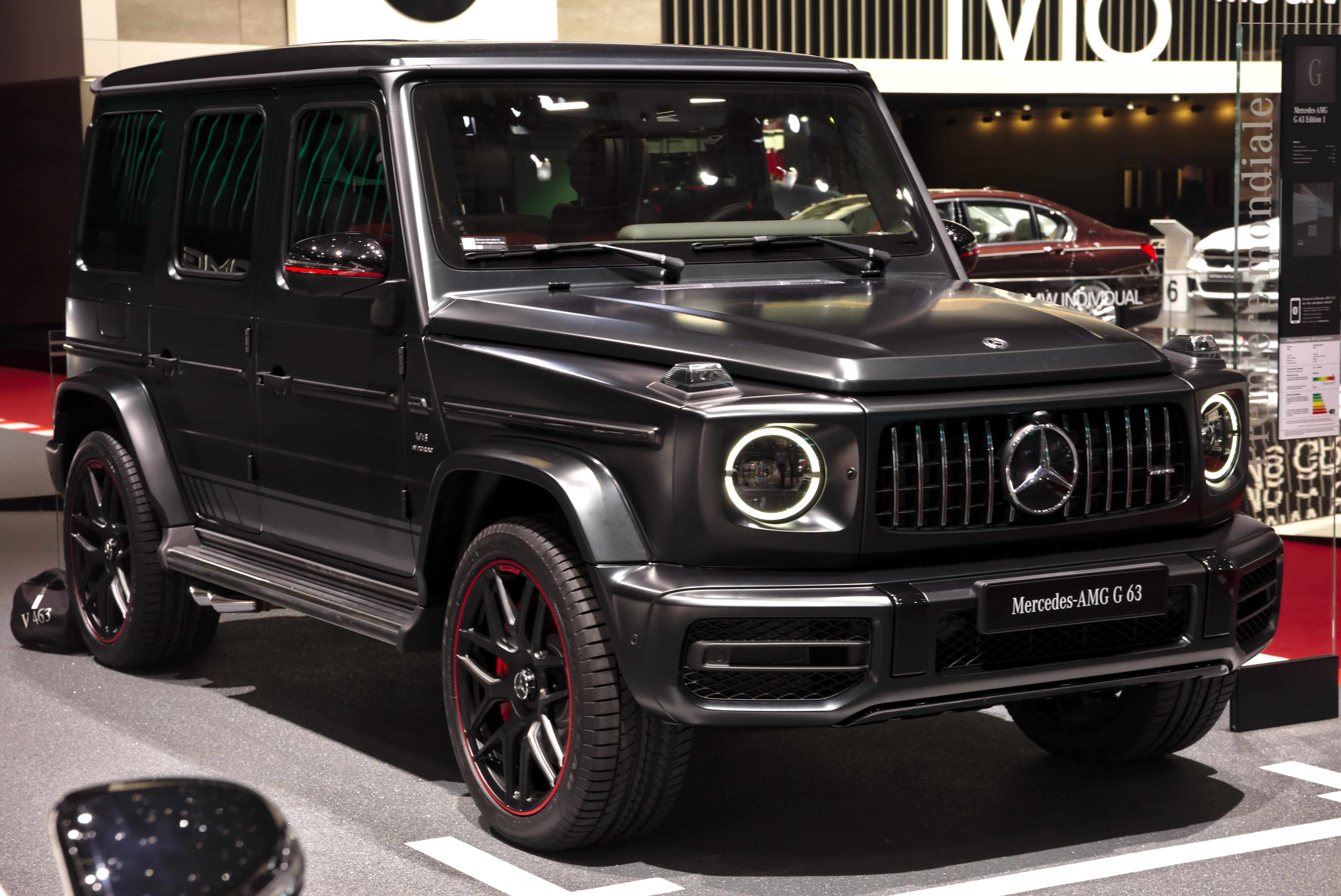

2018년 1월에 디트로이트 모터쇼에서 공개되었다. 디자인은 비슷하나 현대적으로 바뀌었다. 새로운 플랫폼이 적용되었고, 온로드 승차감과 안전기술을 넣기 위해 프론트 서스팬션은 더블 위시본으로, 스티어링은 랙 앤 피니언으로 교체되었다. 실내도 완전히 바뀌었다. 도어와 보닛에는 알루미늄을 써 무게를 줄였다. 같은 해 2월에는 AMG G63이 공개되었다. AMG 엔진은 기존 V8 571마력 5.5ℓ 바이터보 엔진에서 V8 585마력 4.0ℓ 바이터보 엔진으로 교체되었다. 자동변속기는 컬럼식으로 변경됐다. 같은 해 12월에는 직렬 6기통 3.0 디젤 엔진을 탑재한 G350d가 공개되었다. 기존에 비해서 안전성이 매우 좋아져 유로앤캡에서 별 5개를 받았다. 반면에, 지프 랭글러는 별이 1~2개에서 그쳤다.
대한민국 시장에는 2019년 9월 2일 AMG G63이 먼저 출시되었으며, 2021년 4월에 G400d도 출시되었다.

## 4세대(W465)
기존 2세대 W463 모델을 개선해서 출시될 예정이다. 사실상 2세대 W463 페이스리프트 모델이지만, 섀시 코드가 변경되었기에 4세대로 간주한다. W465 버전의 G63 AMG, G500, G400d, EQG 등 테스트 카가 전세계 여기저기 포착되고 있다.
대한민국에는 2024년 10월 2일 G450d를 우선 출시했다. G450d에는 367마력 직렬 6기통 3.0리터 커먼레일 디젤 엔진이 장착된다.
2024년 11월 10일에는 순수 전기자동차 버전인 "G580 with EQ 테크놀로지"를 대한민국 시장에 첫 출시했다. Launch 에디션인 "에디션 1"을 70대 한정판으로 먼저 출시하고, 일반 모델은 2025년부터 본격적으로 판매한다. CATL의 118kWh 충전지가 장착되고, 1회 충전 후 항속거리는 392km다.

## 참고하기
- 지프 랭글러
- 랜드로버 디펜더
- 포드 브롱코

## 같이 보기
- 베이징 BJ80
- 메르세데스-벤츠 유니목